# 迪诺·索科洛维奇
迪诺·索科洛维奇（1988年12月17日—），克罗地亚男子高山滑雪运动员。他曾代表克罗地亚参加2010年、2014年和2018年冬季残疾人奥林匹克运动会高山滑雪比赛，其中2018年冬季残奥会获得一枚金牌。